# Jacob Graberg af Hemsŏ
Jacob Graberg af Hemsŏ, né le 7 mai 1776 à Hemse et mort à Florence le 29 novembre 1847, est un écrivain suédois.

## Biographie
Il entre dans la marine marchande suédoise puis passe dans la marine marchande anglaise avant de devenir consul à Gênes en 1812, à Tanger en 1815 et à Tripoli de 1823 à 1828. Il s'installe ensuite à Florence où il occupe la fonction de chambellan du grand-duc de Toscane et de bibliothécaire supérieur à la bibliothèque Pitti.
Membre des Académies des Sciences et des Lettres ainsi que de plus de 30 académies et sociétés étrangères, on lui doit un nombre important d'écrits en danois, en italien, en française et en allemand.

## Œuvres (extraits)
- 1810 : Doutes et conjectures sur les Huns franciques et les Huns du Nord, Florence
- 1810 : Essai sur les Skaldes (en italien), Pise
- 1812 : Doutes et conjectures sur les Bohémiens, Turin
- 1830 : Essai statistique et géographique sur la régence d'Alger
- 1832 : La Scandinavie vengée de l'accusation d'avoir produit les peuples appelés Barbares
- 1834 : Notice sur Ibn-Khaldour